# 곽동현 (가수)
곽동현(1987년 1월 30일 ~ )은 대한민국의 가수이자 성악가이며 인기현상의 멤버이다. 2010년 싱글 앨범 [사랑한다면...]으로 데뷔했다.

## 방송
- 히든싱어
- 팬텀싱어
- 미스터리 음악쇼 복면가왕 134회 - 달릴까 말까 폭주썰매
- 불후의 명곡
- 싱어게인2 - 6호 가수